# The Muppets' Wizard of Oz
The Muppets' Wizard of Oz is een musicalfilm uit 2005 geproduceerd door The Jim Henson Company in samenwerking met Fox TV, Touchstone Television en Muppets Holding Company. De film is gebaseerd op het eerste boek uit de "Land of Oz"-reeks van L. Frank Baum. Hoofdrollen worden gespeeld door Ashanti Douglas en de Muppets. Bijrollen worden gespeeld door onder anderen Queen Latifah en Jeffrey Tambor. In de extra lange versie zijn er cameo-rollen voor Kelly Osbourne en Quentin Tarantino.

## Verhaal
Dorothy Gale is een jongedame van Afro-Amerikaanse afkomst. Ze woont in een campingpark ergens in Kansas.  Ze is een weeskind en wordt opgevoed door haar oom en tante die een bistro hebben.
De Muppets organiseren een "Star Hunt": ze zoeken een zangeres. Dorothy wil deelnemen, maar mag niet van haar tante: Hollywood is gevaarlijk en het leven van een ster is niet altijd "Glitter & Glamour". In een onbewaakt ogenblik laat haar oom Dorothy toch vertrekken. Echter komt ze net te laat op de auditie en kan ze enkel een compact disc afgeven met daarop enkele van haar nummers.
Op haar terugweg naar de caravan komt er een storm op. Eenmaal thuis verwijt Dorothy haar oom en tante dat ze nooit uit Kansas zal weggeraken. Haar tante tracht haar te doen geloven dat ze in Kansas nodig is: zijzelf en haar oom rekenen op haar, ook haar vrienden zullen haar missen. De enige "vriend" die Dorothy heeft, is een garnaal Toto die in een visbokaal leeft. De storm wordt heviger en er vormt zich een tornado. De familie beslist om zich naar de schuilkelder te begeven. Daar komt Dorothy tot het besef dat ze Toto is vergeten en ze vlucht terug de caravan in.  De tornado raast boven de caravan en wordt opgezogen.
Eenmaal terug aan grond is Toto plots een grote, pratende garnaal (Pepe the King Prawn). Buiten ontdekken ze dat ze in Munchkinland zijn.  De inwoners, Munchkins genoemd, zijn blij, want de caravan is op de "Slechte Heks van het Oosten" (Miss Piggy met bruin haar) gevallen waardoor ze is gestorven. Daardoor leven de Munchkins niet langer in slavernij. Even later verschijnt Tattypoo, de Goede Heks uit het Noorden (Miss Piggy met sneeuwwit haar). Dorothy vertelt haar dat ze graag een beroemde zangeres wil worden.  Daarop stelt Tattypoo voor dat Dorothy de "Tovenaar van Oz" opzoekt in de Smaragden Stad.  Daarvoor dient ze het gele pad te volgen. Ze krijgt van Tattypoo de magische zilveren schoenen die haar slechte zus droeg. De hoofdleider van de Munchkins (Rizzo the Rat) leert haar nog een geheim lied: als dat lied wordt gezongen, zullen zij te hulp komen.
Op haar weg naar de Smaragden Stad vindt Dorothy een vogelverschrikker (Kermit de Kikker). Ze verneemt dat hij geen hersenen heeft.  Daarop stelt Dorothy voor dat hij samen met haar naar de tovenaar gaat. Even verder komen ze aan een vreemd huisje waar ze een tinnen robot vinden die zich in een deadlock-toestand bevindt. Na het drukken op een reset-knop, komt de robot tot leven. Hij was vroeger een kalkoen die verliefd was op Camilla.  Hij werkte voor de slechte heks en vroeg haar een dag verlof om met Camilla op stap te gaan. De Slechte Heks weigerde dit en toverde hem om in een tinnen robot omdat hij dan geen hart meer heeft. Iemand zonder hart, kan niet liefhebben. Ook hij beslist om mee te gaan naar de Tovenaar van Oz.
Later komt het trio aan in een donker woud. Daar ontmoeten ze een leeuw (Fozzie). Hij blijkt laf en bang te zijn.  Zijn grote droom is om een stand-upcomedian te worden, maar hij heeft plankenkoorts. Dorothy overhaalt hem om mee te gaan naar de Smaragden Stad.
Even later komen ze aan een diepe scheur in de grond die ze enkel kunnen oversteken door over een gladde boomstronk te gaan die over de kloof ligt. De kloof wordt bewaakt door "critici-monsters" (Statler en Waldorf) die iedereen uitjouwen in de hoop dat ze te pletter storten. Met een beetje teamwork geraakt het gezelschap toch over de kloof.
Daarop komen ze aan dancing "The Poppyfields" (de klaprozenvelden). In de dancing is er een optreden van "Dr. Teeth and the Electric Mayhem". Dorothy merkt al snel op dat de ganse dancing volstaat met klaprozen. De geur van de papaver zorgt ervoor dat Dorothy, Toto en de leeuw stoned worden en in een diepe slaap vallen.  De vogelverschrikker en de tinnen robot zingen het magische lied van de Munchkins. Zij arriveren op enkele seconden met gasmaskers om de rest te evacueren.
Daarop zetten ze hun tocht verder en komen aan de stadsmuur van de Smaragden Stad.  De poortwachter Sam wil hen niet binnenlaten omdat ze niet op de lijst van verwachte gasten staan.  Toto legt hem uit dat Dorothy de Slechte Heks heeft vermoord waardoor ze de stad toch mogen betreden.
In het kasteel van de Tovenaar ontmoeten ze Dr. Bunsen Honeydew en zijn assistent Beaker. De dokter legt uit dat er in de vertrekken van de Tovenaar zulk een fel licht is dat men deze enkel kan betreden door het dragen van speciale brillen. Dorothy is nog steeds gekleed in het uniform van de bistro. Volgens de dokter kan zij zo de Tovenaar niet ontmoeten. Daarom wordt ze in een make-overmachine geplaatst, waar ze met een totaal ander uiterlijk uitkomt. (In de lange versie is er een extra scène waarin Kelly Osbourne verschijnt.)
Daarop worden ze naar de secretaris (Scooter) gestuurd die hen elk in aparte audiënties begeleidt naar de tovenaar. Deze laatste verblijft in een prachtig groen fonkelend vertrek. Hij neemt bij elke audiëntie telkens een andere vorm aan. Bij de leeuw is dit in de vorm van een draak, bij de vogelverschrikker als een Oger, bij de tinnen robot als een computeranimatie (een sexy dame die zich geleidelijk omvormt tot een hoen) en bij Dorothy in de vorm van een hoofd.  Elk van hen vertelt de tovenaar hun grote droom, maar worden telkens afgewezen. Enkel in het verzoek van Dorothy, om een beroemde zangeres te worden, is de tovenaar geïnteresseerd.  Als zij hem het magische oog van de Slechte Heks van het Westen (Miss Piggy met zwart haar) kan bezorgen, zal hij haar wens en die van de anderen verwezenlijken.  Met het magische oog heeft men de macht om alles te zien wat er in het land van Oz gebeurt.
De groep gaat op weg naar het land van de Slechte Heks, maar deze laatste weet dankzij het magische oog dat ze in aantocht zijn. Daarop stuurt ze haar leger van Vliegende Apen op hen af. Ze geeft de opdracht om de robot te ontmantelen, de vogelverschrikker te vernietigen en om de rest van het gezelschap naar haar te brengen. De Vliegende Apen voeren hun opdracht uit.  De Slechte Heks heeft haar eigen realitysoap.  Zo zal ze vandaag aan de kijkers tonen hoe ze een bad neemt met flessenwater, hoe ze haar hondje Foo-Foo zal verzorgen en hoe ze in het bezit zal komen van de Zilveren Schoenen: omdat Dorothy de Zilveren Schoenen niet vrijwillig wou afgeven, worden zij en Toto vastgebonden aan een tafel.  Een groot zaagblad zal hun benen afzagen.
Ondertussen werd de leeuw opgesloten in een cel en wordt hij bewaakt door de Vliegende Apen. Via een list komt hij in het bezit van de sleutels en snelt hij Dorothy te hulp. Daarop ontstaat een gevecht tussen Dorothy en de Slechte Heks.
In de lange versie gaat het verhaal nu over naar de filmstudio.  Daar is Kermit de Kikker in gesprek met Quentin Tarantino over het verloop van de scène. Tarantino heeft enkele voorstellen, maar Kermit vindt deze te gewelddadig. Daarop zegt Tarantino dat de Heks zal worden uitgeschakeld door een enorme mep in haar gezicht. De film verplaatst zich dan terug naar het kasteel van  Dorothy en de Slechte Heks.
Dorothy geeft de Slechte Heks zulke harde mep dat ze de lucht invliegt en belandt in een bad. Daar krijgt de Slechte Heks een allergische aanval. Ze kan enkel tegen water dat uit flessen komt, maar nu blijkt het bad gevuld te zijn met leidingwater.  Daarop smelt ze weg.  Enkel haar magische oog blijft intact. De Vliegende Apen zijn uitermate blij, want ook zij leven niet meer in slavernij. Dorothy vraagt de Vliegende Apen om hen over te brengen naar de Smaragden Stad.
Terug in de Smaragden Stad mogen ze van Dr. Bunsen Honeydew de tovenaar niet ontmoeten. Dorothy en de rest negeren het verbod en betreden het vertrek van de Tovenaar.  Tot hun verbazing blijkt dit een lege hal te zijn met enkel wat houten attributen. Dan blijkt dat de eerdere illusies ontstonden door het dragen van de speciale bril. De Tovenaar is een gewone man die per ongeluk in Oz verzeild is geraakt. Hij werd door de bevolking aanzien als een groot tovenaar omdat hij met zijn vingers een bepaalde handigheid kon. De man vindt niet dat hij een oplichter is, want hij geeft de mensen in Oz datgene wat ze zelf geloven. Dorothy merkt op dat hij enkel en alleen in het bezit wou komen van het magische oog omdat hij vreesde dat het bedrog uitkwam. Daarop belooft de tovenaar dat hij de wensen zal inwilligen.
Hij organiseert een grote show waar de leeuw een optreden mag geven. Hij krijgt echter al snel plankenkoorts waarop de tovenaar hem een magische gouden microfoon geeft. Bij de tinnen robot plaatst hij een magneet in de vorm van een hart. In de vogelverschrikker zijn hoofd "plant" hij cornflakes. Dorothy mag ten slotte een liedje zingen. Tijdens dat optreden laat Dorothy de show plots stoppen. Ze is van mening dat de tovenaar niets van de wensen heeft ingewilligd.  Tijdens haar verblijf in Oz heeft ze voldoende bewijzen gevonden dat de leeuw wel degelijk moedig is, dat de tinnen robot al gevoelens had en dat de vogelverschrikker wel slim was. Zelf is ze van mening dat haar grote wens niet is om een beroemde zangeres te worden, maar wel om terug te keren naar Kansas. De tovenaar zegt dat ze daarvoor Glinda, de Goede Heks van het Zuiden, moeten opzoeken (Miss Piggy met blonde haren). Hij gebruikt het magische oog en ontdekt dat ze tezamen met haar zuster in Munchkinland is.
Glinda is inderdaad degene die Dorothy naar huis kan sturen, maar eigenlijk kon ze dat zelf al de hele tijd: ze hoeft enkel een aantal keer te tikken met de magische zilveren schoenen en denken aan de plaats waar ze heen wil. Dorothy doet dit in belandt terug in Kansas waar ze als vermist werd opgegeven.
Ze gaat onmiddellijk naar de bistro. Dorothy verklaart dat ze geen beroemde zangeres ergens ver weg wil zijn en dat ze evengoed in Kansas kan zingen. Dan blijkt dat Kermit de Kikker ook in de bistro is.  Hij is van mening dat Dorothy de zangeres is die men zoekt. Omdat Dorothy blijkbaar van mening is veranderd, zal het contract nu naar de tweede keuze gaan. Daarop houdt tante Kermit tegen: Dorothy moet zelf haar eigen wensen waarmaken en niet wat de anderen willen. Daarop vertrekt Dorothy met Kermit.

## Verschillen met het boek
Ten opzichte van het boek De tovenaar van Oz zijn er enkele verschillen, waaronder:
| Onderwerp                       | Boek | Muppet-film |
| ------------------------------- | --- | --- |
| Beroep oom en tante van Dorothy | Zij werken op hun boerderij. | Ze hebben een bistro. |
| Personage Toto                  | Een hond | Muppet Pepe the King Prawn speelt de rol van "Toto de garnaal". |
| Tinnen personage                | Een tinnen houthakker | Een tinnen robot |
| Klaprozen                       | Het gezelschap komt in een enorm groot veld met klaprozen. De geur is zo sterk dat Dorothy, Toto en de leeuw ervan in een dodelijke slaap vallen. De tinnen man en vogelverschrikker hebben hiervan geen last omdat ze niet van vlees en bloed zijn. Zij dragen Toto en Dorothy uit het veld. Daar redden ze een muis uit de klauwen van een wilde kat. Ze blijkt de koningin van het muizenvolk te zijn. Uit dank redden de muizen de leeuw uit het veld. | Er is geen sprake van een veld met klaprozen, wel van een discotheek die volstaat met dergelijke bloemen. De geur van de bloemen is zo sterk dat Toto, Dorothy en de leeuw in slaap vallen. De tinnen robot en de vogelverschrikker hebben hiervan geen last. Ze nemen enkel Toto naar buiten. Daar roepen ze de Munchkins op om Dorothy en de leeuw te redden. |
| Vliegende Apen                  | De apen kunnen effectief vliegen. | De apen gebruiken vliegende motorfietsen. |
| Wens Dorothy                    | Ze vraagt zowel Tattypoo als de Tovenaar (tijdens haar eerste bezoek) hoe ze terug naar Kansas kan. | Ze vraagt zowel Tattypoo als de Tovenaar hoe ze een beroemde zangeres kan worden. Pas tegen het einde van de film zegt ze de Tovenaar dat ze terug naar Kansas wil. |
| Inwilligen wensen               | Dorothy moet enkel de Slechte Heks van het Westen doden. Dorothy kapt een emmer water over de heks waardoor ze smelt. | Dorothy dient het magische oog van de Slechte Heks van het Westen af te nemen. Tijdens een gevecht belandt de heks in een bad met leidingwater waardoor ze smelt, enkel het magische oog blijft intact. Zo geraakt Dorothy aan het oog. |
| Terug in Oz                     | De Tovenaar geeft de vogelverschrikker, tinnen houthakker en leeuw een "magisch attribuut". De tovenaar maakt in zijn gedachten de opmerking dat hij geen enkele magie heeft gebruikt, maar hen enkel via kwakzalverij voldoende zelfvertrouwen heeft gegeven. | Ook hier krijgen zij een "magisch" attribuut, maar Dorothy vertelt hen dat dit waardeloze spullen zijn en dat de tovenaar hun wens niet heeft ingewilligd. De anderen komen dan tot de conclusie dat zij al langer de gave hadden die ze wensten, maar onvoldoende zelfvertrouwen hadden.                                                                       |
| Vertrek Tovenaar                | De Tovenaar, Dorothy en Toto vertrekken met een luchtballon. Net voor opstijgen springt Toto uit de mand om een kitten achterna te lopen. Doortje achtervolgt hen. De tovenaar vertrekt alleen. Dorothy vraagt dan de Vliegende Apen om haar naar Kansas te brengen, maar boven de woestijn van Oz moeten zij terugkeren. | Deze scènes zijn niet aanwezig waardoor de Tovenaar in Oz blijft en Dorothy niet naar Kansas tracht terug te keren met de Vliegende Apen. |
| Zoektocht naar Glinda           | de "Soldaat met groene snor" stelt voor dat Dorothy Glinda, de Goede Heks van het Zuiden, opzoekt. Er volgt dan een gevaarlijke tocht naar het Zuiden van het land | De tovenaar gebruikt het magische oog en ziet dat Glinda in Munchkinland (in het oosten van Oz) is om haar zus op te zoeken. De film springt dan onmiddellijk over naar Munchkinland waar Dorothy arriveert. Hoewel niet expliciet getoond, mag men aannemen dat ze door de Vliegende Apen werd gebracht omdat zij ook in Munchkinland zijn.                    |

## Rolbezetting
| Menselijke cast   |                                                                                        |
| Acteur            | Personage                                                                              |
| Ashanti           | Dorothy                                                                                |
| Jeffrey Tambor    | De tovenaar                                                                            |
| Queen Latifah     | Tante Em                                                                               |
| David Alan Grier  | Oom Henry                                                                              |
| C. Ernst Harth    | Earl                                                                                   |
| Quentin Tarantino | Zichzelf                                                                               |
| Kelly Osbourne    | Zichzelf                                                                               |
| Dan Payne         | Weerman                                                                                |
| Muppets           |                                                                                        |
| Poppenspeler      | Personage(s)                                                                           |
| Steve Whitmire    | Kermit de Kikker, Rizzo the Rat, Beaker, Foo-Foo, Bean Bunny, Statler                  |
| Dave Goelz        | Gonzo, Dr. Bunsen Honeydew, Zoot, Waldorf                                              |
| Eric Jacobson     | Fozzie, Miss Piggy, Sam the Eagle, Animal                                              |
| Bill Barretta     | Pepe the King Prawn, Johnny Fiama, Dr. Teeth, Swedish Chef, Lew Zealand, Bubba the Rat |
| Rickey Boyd       | Scooter, Crazy Harry                                                                   |
| John Kennedy      | Floyd Pepper, Angel Marie                                                              |

Overige Muppets worden gespeeld door onder anderen Tyler Bunch, Alice Dinnean, Kevin Clash, Brian Henson, John Henson, Mike Quinn en Allan Trautman.

## Trivia
- Aan het eind van de film zingt Dorothy een lied, in het publiek in het restaurant van tante Em en oom Henry zitten dan ook poppenspelers Steve Whitmire en Dave Goelz.